# Цвіркач білохвостий
Цвірка́ч білохвостий (Poliolais lopezi) — вид горобцеподібних птахів родини тамікових (Cisticolidae). Мешкає в Центральній Африці. Єдиний предстравник монотипового роду Білохвостий цвіркач (Poliolais).

## Підвиди
Виділяють три підвиди:
- P. l. alexanderi Bannerman, 1915 — гора Камерун;
- P. l. lopezi (Alexander, 1903) — острів Біоко;
- P. l. manengubae Serle, 1949 — південний схід Нігерії і південний захід Камеруну.

## Поширення і екологія
Білохвості цвіркачі мешкають в горах Камерунської лінії і на острові Біоко. Вони живуть в густому підліску вологих гірських і рівнинних тропічних лісів на висоті до 2200 м над рівнем моря. Віддають перевагу заростям Oreacanthus manni.

## Поведінка
Білохвості цвіркачі переважно комахоїдні. Ловлять здобич на землі. Сезон розмноження в Камеруні триває з жовтня по лютий, на острові Біоко з листопада по січень. Гніздо кулеподібне з бічним входом, зроблене з моху. підвішене на гілці, на висоті 1-1,5 м над землею. В кладці 1-2 яйця.

## Збереження
МСОП вважає стан збереження цього виду близьким до загрозливого. Білохвостим цвіркачам загрожує знищення природного середовища.